# Elvis Acuña
Elvis Eduardo Acuña Medina (Nacimiento, Chile, 4 de febrero de 1991) es un futbolista chileno que juega como defensa Elvis Acuña es fichado para jugar en Suecia en la segunda división Profesional en el equipo Råslätts SK y Husqvarna FF, desde 2019 está sin club.

## Carrera
Hizo las inferiores en el Club Deportivo Huachipato y debutó en el profesionalismo en el año 2009, donde luego pasó a integrar diversos equipos chilenos como también extranjeros, jugando una temporada en Europa país Rumania, volviendo a Chile tras ser nuevamente citado por Huachipato. 
Disputó la liguilla por el título del Campeonato Nacional de Segunda División 2015-2016, en el cual obtuvo reconocimiento al mejor defensa de la división. 
En sus inicios además jugó por la selección Chilena en la Sub-20, representando al país en diversos partidos.

## Trayectoria
Se inició en las divisiones inferiores del cuadro de Club Deportivo Huachipato en el cual demostró mucho potencial lo que le permitió integrarse al primer equipo del elenco acerero a corta edad siendo uno de los más jóvenes en subir al plantel adulto.  Debutó profesionalmente el 25 de octubre del 2009 en un partido contra Ñublense jugando de titular todo el partido pero a la vez perdiendo por 3 goles contra cero por la Primera División de Chile . Desde el 2013 dejó la tienda acerera para recaer en equipos de Segunda División y en el 2016 ser parte de Ñublense.

## Clubes
| Club                         | País   | Año       |
| ---------------------------- | ------ | --------- |
| Huachipato                   | Chile  | 2009-2012 |
| → Deportes Valdivia (cedido) | Chile  | 2012      |
| Deportes Valdivia            | Chile  | 2013      |
| Ñublense                     | Chile  | 2013-2017 |
| → Deportes Valdivia (cedido) | Chile  | 2013-2014 |
| → Deportes Pintana (cedido)  | Chile  | 2014-2016 |
| Malleco Unido                | Chile  | 2017      |
| Råslätts SK                  | Suecia | 2018      |
| Husqvarna FF                 | Suecia | 2019-2021 |